# Raymond du Puy
Raymond du Puy, Ramón o Raimundo de Podio (c.1080-1160), fue el segundo superior de la Orden de San Juan de Jerusalén o de los Caballeros Hospitalarios, y el primero en recibir el título de Maestre.

## Biografía
De noble familia oriunda del Delfinado, en 1120 sucedió al Beato Gerardo como «Guardián» del hospital de peregrinos que éste había fundado en Jerusalén. Bajo su largo gobierno, de casi cuarenta años, esta fundación pía se convirtió en orden religiosa de carácter militar. Tomó parte personalmente en los sitios de Ascalón y Damasco.
La Regla de Raimundo de Podio, primera por la que se rigió la Orden, fue redactada por el mismo capítulo que le eligió en 1120. Aprobada poco después por el Papa Calixto II y confirmada en 1153 por Eugenio III, siguió en vigor hasta 1478. Estaba inspirada en la de San Agustín y organizaba a los miembros de la Orden según sus funciones en tres clases: caballeros, capellanes y sirvientes, como un correlato de los tres estamentos. 
También se le debe la adopción de la cruz octógona blanca como insignia que debían llevar los sanjuanistas sobre el hábito negro.   
| Predecesor: Gerardo Tum | Gran maestre de la Orden de San Juan de Jerusalén 1120-1160 | Sucesor: Auger de Balben |